# Страхование в Азербайджане
Регулирование и надзор за рынком страхования осуществляется Центральным Банком АР. Центральный Банк ведёт реестр профессиональных участников страхового рынка. 

Страховая деятельность подлежит обязательному лицензированию.

Действует Ассоциация страховщиков Азербайджана.

Страхование / перестрахование является исключительной деятельностью страховой / перестраховочной организации. Страховые / перестраховочные организации не вправе заниматься иной деятельностью, за исключением деятельности, связанной со страхованием (информационные, консультационные услуги в области страхования, экспертиза документов, оценка рисков в области страхования).

На каждый отдельный вид страхования требуется разрешение Центрального Банка.

## История
До 1917 года в Азербайджане действовали страховые компании России, Германии, Англии.
В период Азербайджанской ССР страхование стало монополией государства. 21 октября 1921 года был создан АзГосстрах.
На территории Азербайджанской ССР были созданы филиалы АзГосстраха. В Баку действовало 11 филиалов, на остальной территории страны — 80 филиалов.
Основной капитал АзГосстраха на 1924 год составлял 500 млн рублей, резервный капитал — 2,5 млн рублей.

## Виды страхования
Действует обязательное и добровольное страхование.

С 2016 года действует система страхования «Зеленая карта».

## Обязательное страхование
Установлено обязательное страхование:
- недвижимого имущества от пожаров и порчи вследствие иного вреда, уничтожения
- гражданско-правовой ответственности при эксплуатации недвижимого имущества
- гражданско-правовой ответственности владельцев транспортных средств
- перевозчиков  воздушным, водным, желехнодорожным, автомобильным транспортом от несчастных случаев с пассажирами и причинения вреда здоровью пассажиров

Действует Бюро обязательного страхования. Бюро выплачивает кмопенсации гражданам за причинение вреда здоровью третьей стороной.
Для ведения деятельности по обязательным видам страхования страховщик обязан являться участником Бюро.
Действует единая электронная система по обязательному страхованию.

## Страховщики
Страховщиком вправе быть только юридическое лицо.

Открытие филиалов и представительств страховых организаций за пределами страны допускается только при получении разрешения Центрального Банка.

Не вправе быть учредителями организации лица без гражданства, политические партии, неправительственные организации, международные организации, кроме международных финансовых организаций, членами которых является Азербайджан.

Запрещается создание филиалов иностранных страховых организаций на территории Азербайджана.
Одному иностранному физическому лицу вправе принадлежать не более 10 % акций страховой организации. При этом, общее количество акций, принадлежащих иностранным физическим лицам, не должно превышать 30%.

Иностранные юридические лица вправе владеть долей в уставном капитале страховой организации, при этом их доля должна быть менее 50%. Исключением являются международные финансовые организации, участником которых является Азербайджан, иностранные страховые организации, иностранные институциональные инвесторы (банки, кредитные организации, пенсионные фонды, инвестиционные фонды).

## Страховой полис
Ведётся перевод страховых полисов в цифровой формат.

## Рынок перестрахования
Деятельность по перестрахованию подлежит лицензированию.

## Показатели
см. также Список страховых компаний Азербайджана
На 1 января 2022 года в Азербайджане действует 20 страховых организаций и 1 перестраховочная организация.
На 25 января 2024 года в Азербайджане действуют 86 иностранных страховых, перестраховочных компаний и страховых брокеров.

### 2021
По результатам 2021 года количество страховых взносов составило 843 млн 897 тыс манат, количество страховых выплат — 458 млн 726 тыс манат.

### 2022
По результатам 2022 года количество страховых взносов составило 970 млн 823 тыс манат, количество страховых выплат — 433 млн 202 манат. Выплаты за причинение вреда здоровью третьей стороной составили 1 млн манат. Выплаты в связи с дорожно-транспортными происшествиями, произошедшими за рубежом, по системе "Зеленой карты" составили 910 421 манат.

### 2024
За 11 месяцев 2024 года собрано 79,3 млн манат страховых взносов за счет страхования жизни, 230,3 млн манат страховых взносов за счет иных видов страхования. 4,2 млн манат выплачено по страхованию жизни, 121,7 млн манат — по иным видам страхования.
В 2024 году по обязательным видам страхования Бюро обязательного страхования выплачены компенсации 403 лицам на сумму 966 559 манат. В том числе выплачены компенсации по 339 дорожно-транспортным происшествиям. 252 человека получили компенсации на сумму 327 925 манат в связи с травмами различной степени тяжести. 16 человек получили компенсации на сумму 41 000 манат в связи с травмами, приведшими к полной или частичной утрате трудоспособности (инвалидности). Вследствие смерти 135 человек выплачено 597 634 маната.